# Dąbrowa (gromada w powiecie mogileńskim)
Dąbrowa – dawna gromada, czyli najmniejsza jednostka podziału terytorialnego Polskiej Rzeczypospolitej Ludowej w latach 1954–1972.
Gromady, z gromadzkimi radami narodowymi (GRN) jako organami władzy najniższego stopnia na wsi, funkcjonowały od reformy reorganizującej administrację wiejską przeprowadzonej jesienią 1954 do momentu ich zniesienia z dniem 1 stycznia 1973, tym samym wypierając organizację gminną w latach 1954–1972.
Gromadę Dąbrowa z siedzibą GRN w Dąbrowie utworzono – jako jedną z 8759 gromad na obszarze Polski – w powiecie mogileńskim w woj. bydgoskim, na mocy uchwały nr 24/9 WRN w Bydgoszczy z dnia 5 października 1954. W skład jednostki weszły obszary dotychczasowych gromad Dąbrowa, Parlin i Parlinek ze zniesionej gminy Mogilno-Zachód oraz obszar dotychczasowej gromady Mierucin (z wyłączeniem osady Mierucinek) ze zniesionej gminy Pakość w tymże powiecie. Dla gromady ustalono 22 członków gromadzkiej rady narodowej.
31 grudnia 1959 do gromady Dąbrowa włączono wsie Sędowo i Sucharzewo oraz osady Boguchwała, Brodniewiaki, Szubinek i Sędówko ze zniesionej gromady Wszedzień w tymże powiecie.
1 stycznia 1972 gromadę Dąbrowa połączono z gromadą Mokre, tworząc z ich obszarów gromadę Dąbrowa z siedzibą Gromadzkiej Rady Narodowej w Dąbrowie w tymże powiecie (de facto gromadę Mokre zniesiono, włączając jej obszar do gromady Dąbrowa).
Gromada przetrwała do końca 1972 roku, czyli do kolejnej reformy gminnej. 1 stycznia 1973 w powiecie mogileńskim utworzono gminę Dąbrowa.